# 島津久睦
島津 久睦（しまづ ひさちか、元禄10年（1697年） - 正徳5年2月22日（1715年3月27日））は江戸時代中期の旗本寄合席。佐土原藩主家島津氏分家の島之内島津家3代目当主。諱は久睦。幼名は堯麟坊。通称は主膳。養父は島津久武、実父は佐土原藩主島津惟久。実母は側室の井上氏。養子は島津久芬（同母弟、山城守）。

## 生涯
惟久の庶長子として誕生し、実子3人が早世した久武の養子となる。佐土原藩主島津忠雅は異母弟にあたる。
正徳2年7月31日（1712年8月31日）に初めて将軍徳川家宣に御目見えし、正徳3年（1713年）に父の死を受けて家督相続をする。しかし、正徳5年（1715年）に死去する。享年19。法名は了覚。
実子なく、末期養子として、惟久の4男で同母弟の久府（後の久芬）が跡を継いだ。